# Oksibutinin
Oksibutinin (Ditropan, Lirinel XL) je antiholinergijski lek koji se koristi za olakšavanje urinarnih problema, što obuhvata frekventno mokrenje i nesposobnost kontrole urinacije. On deluje putem umanjenja mišićnih spazama bešike. Oksibutinin je kompetitivni antagonist M1, M2, i M3 podtip muskarinskog acetilholinskog receptora. On isto tako ima direktno spazmolitičko dejstvo na glatke mišiće bešike kao kalcijumski antagonist i lokalni anestetik, mada pri koncentracijama koje su daleko iznad onih koje se koriste u kliničkoj praksi. On je dostupan za oralnu primenu kao generička formulacija i pod brand imenima Ditropan i Lyrinel XL. On je isto tako na tržištu u obliku transdermalnog flaster pod imenom Oksitrol, i kao topikalni gel pod imenom Gelnique.
Oksibutinin je takođe mogući tretman za hiperhidrozu, ili hiperaktivno znojenje.

## Stereokemija
Oxybutynin sadrži stereocentar i sastoji se od dva enantiomera. Ovo je racemat, tj. 1: 1 smjesa (R) - i (S) -form:
| Enantiomeri oksibutinina | Enantiomeri oksibutinina |
| ------------------------ | ------------------------ |
| CAS-Nummer: 119618-21-2  | CAS-Nummer: 119618-22-3  |

## Spoljašnje veze
- Poremećaji urinarnog sistema
- Oksibutinin

|  | Molimo Vas, obratite pažnju na važno upozorenje u vezi sa temama iz oblasti medicine (zdravlja). |